# Мельники (Медведевская сельская община)
Мельники́ (укр. Мельники) — село в Черкасском районе Черкасской области Украины.
Население по переписи 2001 года составляло 1050 человек. Занимает площадь 6,85 км². Почтовый индекс — 20933. Телефонный код — 4730.
Во времена Гражданской войны село было центром Холодноярской республики.

## Местная власть
20930, Черкасская обл., Черкасский р-н, с. Медведевка

## Монастырь
На территории так называемого скифского мотронинского городища в селе расположен Свято-Троицкий Мотронинский женский монастырь.